# Telmatoscopus furcatus
Telmatoscopus furcatus är en tvåvingeart som beskrevs av Kincaid 1899. Telmatoscopus furcatus ingår i släktet Telmatoscopus och familjen fjärilsmyggor. Inga underarter finns listade i Catalogue of Life.